# Alfred Boucher
Alfred Boucher (født 23. september 1850 i Nogent-sur-Seine, død 18. august 1934 i Aix-les-Bains) var en fransk skulptør.
Over Østerbrogade-portalen på Østerbro Stadion i København står Ved målet, en statue af tre nøgne løbere af Alfred Boucher. (Se billedet)

## Galleri
- Portræt af Alfred Boucher
- grav af Auguste Burdeau (1851-1894) på Père-Lachaise
- Monument til de døde i byen Aix-les-Bains i Savoie
- Dette monument ligger ved siden af Alfred Boucher-pladsen.
- 1895, statue i Aix-les-Bains i Savoie
- Ved målet, over Idrætsparkens portal, København